# Talcahuano
Talcahuano je přístavní město v Chile. Leží nedaleko Concepciónu, s nímž vytváří souměstí, a náležejí k regionu Bío-Bío. Ve městě je umístěna významná námořní základna, hlavním odvětvím ekonomiky je lov a zpracování ryb. Na předměstí Hualpén se nachází ropná rafinerie firmy ENAP. Talcahuano má v Chile přezdívku Primer Puerto Militar, Industrial y Pesquero („První vojenský, průmyslový a rybářský přístav“).

## Historie
Název města je odvozen ze jména místního mapučského náčelníka Tralkawenu, což v jazyce domorodců znamená „Hromové nebe“. V roce 1601 na tomto místě vybudoval chilský guvernér Alonso de Ribera pevnost na ochranu Concepciónu, 5. listopadu 1764 bylo založeno město, které díky příznivé poloze na poloostrově Tumbes vyrostlo v konkurenta Concepciónu a jedno z největších chilských měst. Roku 1872 byla do města přivedena železnice, nedaleko leží Mezinárodní letiště Carriel Sur, otevřené roku 1968. Významnou památkou je peruánská válečná loď Huascar, ukořistěná roku 1879 během druhé tichomořské války a přebudovaná v muzeum. Talcahuano bylo výrazně poškozeno vlnami tsunami po zemětřeseních v Pacifiku v letech 1960 a 2010.
Místní fotbalový klub CD Huachipato je účastníkem nejvyšší chilské soutěže.
O Talcahuanu se zmiňují Jules Verne v knize Děti kapitána Granta a Nikolaj Kornějevič Čukovskij v knize Čtyři kapitáni.
Partnerským městem je argentinské město Bahía Blanca.